# Václav Hrabě
Václav Hrabě (* 13. Juni 1940 in Příbram; † 5. März 1965 in Prag) war tschechischer Dichter, Prosaist und ein Vertreter der sogenannten Beat Generation.
Der Sohn eines Eisenbahners lebte in seiner Jugend in Lochovice bei Beroun. Die Mittlere Schule besuchte er in Hořovice. Nach dem Abitur 1957 studierte er die Tschechische Sprache und Geschichte an der Pädagogischen Hochschule in Prag. 1961 trat er den Wehrdienst an. Nach der Rückkehr wechselte er oft die Arbeitsplätze. Erst im Herbst 1964 nahm er die Stelle eines Lehrers an.
Seine Werke sind stark geprägt von der Entwicklung des Jazz, Blues und der Geburt des Beats in den sechziger Jahren. Hrabě selbst spielte einige Instrumente, darunter Klarinette und Saxophon. Seine Begegnung mit Allen Ginsberg schrieb er als Interview 1965 nieder. Neben Gedichten und kleineren Prosawerken schrieb er vermutlich auch ein Theaterstück, welches man jedoch nie fand.
Sein erstes Werk erschien 1962 in der Zeitschrift der Karls-Universität Prag und in der Armeezeitschrift Notizbuch (Zápisník). Einige Werke wurden in Gesichter (Tváře) publiziert.
Von 1965 bis 1967 nahm man seine Gedichte im Ziemlich kleinen Theater (Docela malé divadlo) in Litvínov als Grundlage für das poetische Band Stop-time (veröffentlicht 1967). Einige Gedichte wurden auch vertont, so zum Beispiel auf der Schallplatte Ein paar Töne (Pár tónů) von Vladimír Mišík.

## Werke
- Horečka – einzige erhaltene Geschichte
- Stop-time, 1969
- Blues v modré a bílé, 1977
- Korunovační blues, 1981
- Černé nebe nad městem, 1985
- Blues pro bláznivou holku, 1991
- Blues, 1995
- Margot – Theaterstück, wobei das Original verloren ging

### In deutscher Sprache publiziert
- Litanei vom endenden Morgen